# Soll und Haben (Film)
Soll und Haben ist ein deutscher Stummfilm aus dem Jahre 1924 von Carl Wilhelm nach dem gleichnamigen Roman von Gustav Freytag.

## Handlung
Anton Wohlfart beginnt seine berufliche Laufbahn nach dem Tod seines Vaters, eines Buchhalters, auf dessen Wunsch hin im Breslauer Kontor des Herrn Schröter. Im Betrieb lernt der Neuling eine Reihe von Menschen kennen wie Sabine, die Schwester des Chefs, und den Kaufmannssohn Fritz von Fink, der hier als Volontär lernt. Mit ihm schließt Anton rasch Freundschaft. Als er der jungen Baroness Lenore Rothsattel begegnet, verliebt sich Anton sofort in sie. Am selben Tag begegnet er auch Veitel Itzig, einem früheren Schulkameraden. Dieser ist nicht sonderlich skrupelbehaftet in seinen Methoden, schnell sehr reich zu werden. Itzig arbeitet für den jüdischen Kaufmann Hirsch Ehrenthal und lernt so den einst erfolgreichen Rechtsanwalt Hippus kennen. Hippus‘ Ruf hat, seitdem er in krumme Geschäfte verwickelt wurde, arg gelitten. Familie Rothsattel gerät aufgrund eines verschwenderischen Lebenswandels bald in Geldsorgen, was sich Ehrenthal, Itzig und Hippus zunutze machen wollen. Als Ehrenthal erfährt, dass Baron Rothsattel seine Schulden nicht begleichen kann, gibt er dem Adeligen einen verhängnisvollen Ratschlag, der vor allem Ehrenthal zum Vorteil gereicht. 
Die Dinge entwickeln sich derart tragisch für die Rothsattels, dass sich der Baron in seiner Verzweiflung zu erschießen versucht. Er überlebt den Selbsttötungsversuch, erblindet jedoch. Fritz von Fink entschließt sich zu einer Reise in die USA. Anton unterstützt derweil die Familie Rothsattel beim Erhalt ihres neu erworbenen polnischen Gutes und hilft ihnen bei der Verteidigung des Gutes gegen polnische Freischärler. Der aus Amerika heimgekehrte Fritz stößt rechtzeitig dazu und hilft bei der Sprengung des polnischen Belagerungsringes. In dieser ereignisreichen Zeit kommen sich Fritz und Lenore von Rothsattel näher und verloben sich schließlich. Anton und der alte Rothsattel entzweien sich, woraufhin Anton das Gut verlässt und zum Schröter‘schen Kontor zurückkehrt. Der mittlerweile recht wohlhabende Veitel gerät in schweren Konflikt mit Hippus, da dieser ihn zu erpressen versucht, und tötet ihn im Affekt. Moralisch gebrochen und von der Polizei verfolgt, ertrinkt Itzig bei einem Fluchtversuch. Kontoreigner Schröter bietet derweil Anton Wohlfahrt an, sein Kompagnon zu werden. Dieser nimmt an und verlobt sich mit Sabine Schröter.

## Produktionsnotizen
Soll und Haben passierte die Zensur am 15. September 1924 und wurde am 10. Oktober 1924 im Berliner Primus-Palast uraufgeführt. Der Film besaß eine Länge von sieben Akten auf 2758 Metern und wurde für die Jugend freigegeben.
Die Filmbauten stammen von Robert A. Dietrich, die Kostüme von Ali Hubert.
Der Film erhielt das Prädikat „volksbildend“.

## Kritik
„Gustav Freytags berühmter Roman „Soll und Haben“ wurde 1924 verfilmt. Man hat natürlich aus der Handlungsfülle der literarischen Vorlage die Hauptmotive des Romans in den Film übernommen und nur dadurch ein klares und übersichtliches Lichtspiel schaffen können – obwohl 27 Darsteller mitwirkten.“